# Diocesi di Abercorn
La diocesi di Abercorn (in latino: Dioecesis Abercorniensis) è una sede soppressa e sede titolare della Chiesa cattolica.

## Storia
Pochissime sono le informazioni relative ad Abercorn (nella contea di Linlithgow, in Scozia), per lo più derivanti dalla Historia ecclesiastica gentis Anglorum di Beda il Venerabile. Secondo lo storico inglese,  Aebbercurnig era sede di un monastero, i cui abati erano rivestiti della dignità episcopale; nel 684 l'abate-vescovo Trumwine lasciò Abercorn per recarsi con i suoi monaci a Streonschalch o Whitby, nello Yorkshire.
Nell'854 la chiesa di Eoriercorn dipendeva dall'abbazia di Lindisfarne. Prima della riforma protestante Abercorn rientrava nel territorio della diocesi di Dunkeld; dal 1878 è parte dell'arcidiocesi di Saint Andrews ed Edimburgo.
Dal 1974 Abercorn è annoverata tra le sedi vescovili titolari della Chiesa cattolica; dal 21 ottobre 1988 il vescovo titolare è John Charles Dunne, già vescovo ausiliare di Rockville Centre.

## Cronotassi dei vescovi titolari
- Richard Charles Patrick Hanifen (6 luglio 1974 - 10 novembre 1983 nominato vescovo di Colorado Springs)
- John Aloysius Mone † (24 aprile 1984 - 8 marzo 1988 nominato vescovo di Paisley)
- John Charles Dunne, dal 21 ottobre 1988